# Amerikaans voetbalkampioenschap 1991
In 1991 werd het vijfde seizoen van de Lone Star Soccer Alliance gespeeld. FC Dallas werd kampioen.

## Lone Star Soccer Alliance

### Wijzigingen
Opgeheven teams
- San Antonio Alamo

Naamsveranderingen
- Houston Dynamos verandert de naam naar Houston International.

### Eindstand
| Plaats | Northern Division     | Wed. | W | V  | DV | DT | Ptn |
| ------ | --------------------- | ---- | - | -- | -- | -- | --- |
| 1.     | FC Dallas             | 12   | 9 | 3  | 35 | 20 | 18  |
| 2.     | Wichita Falls Fever   | 12   | 8 | 4  | 30 | 16 | 16  |
| 3.     | Oklahoma City Spirit  | 12   | 6 | 6  | 21 | 16 | 12  |
| 4.     | Wichita Blue          | 12   | 2 | 10 | 8  | 28 | 4   |
| Plaats | Southern Division     | Wed. | W | V  | DV | DT | Ptn |
| 1.     | Austin Thunder        | 12   | 9 | 3  | 24 | 7  | 18  |
| 2.     | Houston Alianza       | 12   | 7 | 5  | 25 | 20 | 14  |
| 3.     | Houston International | 12   | 1 | 11 | 12 | 46 | 2   |

### Playoffs
| Halve Finale   | Halve Finale        | Halve Finale   |
| Team 1         | Team 2              | Uitslag        |
| -------------- | ------------------- | -------------- |
| FC Dallas      | Houston Alianza     | 1-0            |
| Austin Thunder | Wichita Falls Fever | 1-0            |
| Finale         |                     |                |
| Team 1         | Team 2              | Uitslag        |
| FC Dallas      | Austin Thunder      | 3-3 (6-5 n.s.) |